# 104A busz (Budapest)
A budapesti 104A jelzésű autóbusz a Rákospalota, Kossuth utca és a Székesdűlő, ipartelep között közlekedik. A vonalat az ArrivaBus üzemelteti.
Minden nap 9 órától 20 óráig 104-es jelzéssel Dunakeszi, Auchan áruház és Rákospalota, Kossuth utca között közlekedik! Amikor az Auchan áruház zárva tart, egész nap 104A jelzéssel közlekednek az autóbuszok Székesdűlő, ipartelepig.

## Története
2008. szeptember 6-án a 104A jelzést kapta a 104-es Székesdűlőig közlekedő betétjárata.
2015. március 15-étől 2016. április 10-éig a vasárnapi zárvatartás miatt a 104-es busz vasárnap nem közlekedett. Helyette a 104A busz közlekedett Rákospalota, Kossuth utca és Székesdűlő, Ipartelep között.

## Útvonala
| Székesdűlő, ipartelep felé |
| Rákospalota, Kossuth utca vá. – Énekes utca – Kossuth utca – Régi Fóti út – Kazinczy utca – Fő út – Bácska utca – Hubay Jenő tér – felüljáró – Árpád út – Váci út – Vízművek lakótelep – Váci út – Ezred utca – Váci út – – körforgalmi csomópont – – Székesdűlő, ipartelep vá. |
| Rákospalota, Kossuth utca felé |
| Székesdűlő, ipartelep vá. – – Váci út – Vízművek lakótelep – Váci út – Árpád út – felüljáró – Hubay Jenő tér – Bácska utca – Fő út – Csobogós utca – Rákospalota, Kossuth utca vá.                                                                                              |

## Megállóhelyei
Az átszállási kapcsolatok között a 104-es jelzésű járat nincsen feltüntetve, mivel ugyanazon az útvonalon közlekednek.
| 0  | Rákospalota, Kossuth utca végállomás | 29 | 12 5, 125, 170, 204, 231, 231B, 270 |
| 1  | Kossuth utca, lakótelep              | ∫  | 5, 204, 231, 231B 308, 309, 310, 313, 314, 315, 316, 318, 319, 320, 321 |
| 2  | Juhos utca                           | ∫  | 5, 204, 231, 231B 308, 309, 310, 313, 314, 315, 316, 317, 318, 319, 320, 321 |
| 3  | Széchenyi tér                        | 27 | 125, 170, 204, 231, 231B 308, 309, 310, 313, 314, 315, 316, 317, 318, 319, 320, 321 |
| 5  | Hubay Jenő tér                       | 26 | 25, 96, 124, 125, 170, 196, 196A, 204, 225, 296, 296A |
| 7  | Víztorony                            | 24 | 25, 121, 170, 196, 196A, 204, 270 |
| 7  | Árpád Kórház                         | 23 | 25, 170, 196, 196A, 204, 270 308, 309, 310, 313, 314, 315, 316, 317, 318, 319, 320, 321 |
| 9  | Árpád üzletház                       | 22 | 20E, 25, 120, 170, 196, 196A, 204, 220, 270 |
| 10 | Erzsébet utca                        | 21 | 25, 120, 170, 204, 220, 270 |
| 11 | Újpest-központ M                     | 20 | 12, 14 25, 30, 30A, 120, 147, 170, 196, 196A, 204, 220, 230, 270 308, 309, 310, 313, 314, 315, 316, 317, 318, 319, 320, 321                                                                        |
| 12 | Újpest-városkapu M                   | 18 | 121, 196, 196A, 204 300, 302, 303, 305, 308, 309, 310, 312, 313, 314, 315, 316, 318, 319, 320, 321, 872, 880, 882, 883, 884, 889, 890, 893 1010, 1011, 1013, 1014 S72 Z72 S76 (Újpest megállóhely) |
| ∫  | Árpád út                             | 17 | 204 |
| 13 | Újpest, Árpád út hajóállomás         | 15 | 196, 204 |
| 14 | Károlyi István utca                  | 15 | 196, 204 300, 301, 302, 303, 305, 306, 308, 309, 310, 311, 312 |
| 15 | Zsilip utca                          | 14 | 196, 204 300, 301, 302, 303, 305, 306, 308, 309, 310, 311, 312 |
| 17 | Tímár utca                           | 13 | 196, 204 |
| 18 | Tungsram                             | 12 | 96, 204 300, 301, 302, 303, 305, 306, 308, 309, 310, 311, 312, 872, 880, 882, 883, 884, 889, 890, 893                                                                                              |
| 19 | Béla utca                            | 10 | 96, 204 |
| 20 | Fóti út                              | 9  | 96, 204 300, 301, 302, 303, 305, 306, 308, 309, 310, 311, 312, 872, 880, 882, 883, 884, 889, 890, 893                                                                                              |
| ∫  | Rév utca                             | 8  | 204 |
| 21 | Ungvári utca                         | 8  | 204 300, 301, 302, 303, 305, 306, 308, 309, 310, 311, 312 |
| 22 | Bagaria utca                         | 7  | 204 300, 301, 302, 303, 305, 306, 308, 309, 310, 311, 312 |
| 23 | Vízművek lakótelep                   | 5  | |
| 24 | Vízművek                             | 4  | 300, 301, 302, 303, 308, 309, 310, 311 |
| 25 | Ezred utca                           | 2  | |
| 26 | Európa Center                        | ∫  | |
| 28 | Ezred utca, lakótelep                | ∫  | |
| 28 | Székesdűlő                           | 1  | 300, 301, 302, 303, 308, 309, 310, 311 |
| 30 | Székesdűlő, ipartelep                | ∫  | 300, 301, 302, 303, 308, 309, 310, 311 |
| 35 | Székesdűlő, ipartelep végállomás     | 0  | 300, 301, 302, 303, 308, 309, 310, 311 |